# La Veillée d'Auvergne
Pour les articles homonymes, voir La Veillée.
La Veillée d'Auvergne est une association régionaliste affiliée au félibrige, ainsi qu'une revue française mensuelle d'expression auvergnate, au départ principalement en dialecte carladézien et rouergat, créée en janvier 1909 et publiée jusqu'à la guerre en juillet 1914. 
Fondée dans la continuation de l'Escolo Auvernhato du mouvement mouvement félibrige, elle reprenait le projet de Lo cobreto et utilisait l'orthographe mistralienne.

## Origines du projet
Comme le dit Eugène de Ribier, La Veillée d'Auvergne doit reprendre le projet littéraire de Lo cobreto fondée par Arsène Vermenouze et qui ne paraît plus depuis 1900:
« Il serait bien surprenant que l’Auvergne fût restée sans créer un organe vraiment littéraire et artistique. On n’a point oublié l’intéressante tentative faite naguère à Aurillac par un petit groupe d’écrivains de langue auvergnate parmi lesquels notre cher et grand Vermenouze, « Lo cobreto » tel était le nom de leur publication, eut une existence éphémère. Cette œuvre, nous voulons la reprendre » 
Les membres de La Veillée appartenaient à plusieurs mouvements ou revues dont l'existence a contribué à cette fondation.
- La soupe au choux qui avait été fondée en juillet 1880, amène treize personnalités à La Veillée.
- « Jeunesse d’Auvergne », association chrétienne d’entraide, qui regroupait des nobles et des jeunes gens de bonne famille.
- La Revue des poètes dirigée par Eugène de Ribier depuis 1903.
- La Semaine Auvergnate d’Antonin Meyniel, ami du Duc de La Salle de Rochemaure, organisaient des soirées culturelles de grande qualité.
- La Solidarité Aveyronnaise venait d'être fondée en 1907.

## La fondation
Le 22 février 1908, à l’Athénée Saint-Germain, avait eu lieu la soirée d’inauguration de la nouvelle société littéraire et artistique « Lo Bilhado ». Le Duc de La Salle présente une conférence sur le thème « La grande et petite patrie ». Quelques semaines plus tard paraissait le compte-rendu dans le journal L'Auvergnat de Paris : 
« Cette soirée a prouvé d’une façon éclatante qu’une société littéraire et artistique devait prospérer dans la colonie auvergnate de Paris. Les principaux organisateurs de cette fête comprirent que « Lo Bilhado », pour répondre encore mieux aux espérances que l’on est en droit de fonder sur elle, ne doit pas rester un simple groupement, mais devenir une société régulièrement constituée et organisée, « la Veillée d’Auvergne » tel est le nom de la nouvelle société qui se présente sous les auspices de M. Eugène de Ribier, président, Augustin de Riberolles, et Maurice Prax, vice-présidents ».
Quelques personnes conduites par Eugène de Ribier décident donc de créer La Veillée d’Auvergne avec les buts suivants:
- établir et resserrer entre ses membres des liens d’amitié et de solidarité ;
- développer chez les originaires de l’Auvergne le goût des arts et de la littérature ;
- faire connaître les artistes et littérateurs auvergnats.

Le samedi 2 mai 1908, le petit groupe de littérateurs auvergnats se réunit pour créer la nouvelle association et sa revue, La Veillée d’Auvergne au 1er étage du Café de l’Univers, à Paris, face à la Comédie-Française, place du Palais-Royal.
Le dimanche 29 novembre 1908 La Veillée d’Auvergne organise à Paris sa première soirée, présidée par Maurice Barrès, c’est dans la grande salle du Musée social. Ensuite, M. Jean-Charles Brun présentera une conférence sur le régionalisme.
La sortie du premier numéro fut annoncée par Rémy de Gourmont dans le n° 282 du Mercure de France :
« La Veillée d'Auvergne. — Sous ce titre, paraît depuis le 1er janvier une Revue mensuelle de décentralisation artistique et littéraire.
Cette Revue, qui se présente élégamment sous une couverture en couleur, est publiée sous les auspices de la Société régionaliste du même nom. Parmi ses collaborateurs, nous relevons les noms de : Mmes Marcelle Tinayre, Lucie Achalmé, Émilie Arnal, Elise Poirier-Bottreau, MM. Maurice Barrès, Xavier Charmes, Louis Delzons, J. Charles-Brun, Eugène de Ribier, Jacques Bardoux, Jean Ajalbert, Eugène Lintilhac, Maurice Prax, duc de la Salle-Rochemaure, marquis de la Tour du Villard, Fernand Vernhes, Jules Rengarde, etc., etc., Secrétariat, 28, rue Drilong. »

## Postérité deLa Veillée
Selon Guy Taillade, La Veillée d'Auvergne était d'une très grande qualité et elle a servi de modèle à Armand Peysson et au Docteur Pierre Balme pour créer en  1924 L'Auvergne littéraire et artistique.
En 1981, grâce à Louis III Bonnet et à Raymond Trébuchon, tous les deux présidents successifs de la « Ligue auvergnate », La Veillée d’Auvergne, sous la présidence d’Émile Tichet, poète félibre, originaire de Lozère, a commencé à reprendre ses activités avec le concours pour la première conférence de Roger Girard, historien des Auvergnats de Paris.
En 2002, la Veillée reçoit la médaille de bronze de Florian.

## Membres

### Présidents
- Eugène de Ribier[Quand ?]

- ?-1996 : Émile Tichet
- 1996-2022 : Roger Vidal
- depuis 2022 : Jean-François Serre[2]

## Publications
- Marcellin Boudet, Le testament trilingue de Guillaume de Murol, décembre 1913, p. 369-77.
- Louis Le Pelletier d'Aulnay, La vie mondaine à Clermont-Ferrand au XVIIIe siècle. Les concerts et les théâtres, La Veillée d'Auvergne, septembre 1911.
- Henri Pourrat, Ainsi parlait Zarafouchtra,
- Lucie Achalmé, Variations sur un morceau de Cantal, juillet 2010.
- Marcel Alvernhe
- Pierre Moussarie, 41 médaillons consacrés à des écrivains cantaliens, 85 quatrains et un compte-rendu, poèmes en occitan, un conte et une opérette : Lo festo o Son-Ricou
- Michel Vasson, plusieurs poèmes (1910 : Volcans morts, La Voix de la Terre...)